# Museum auf der Klosterinsel

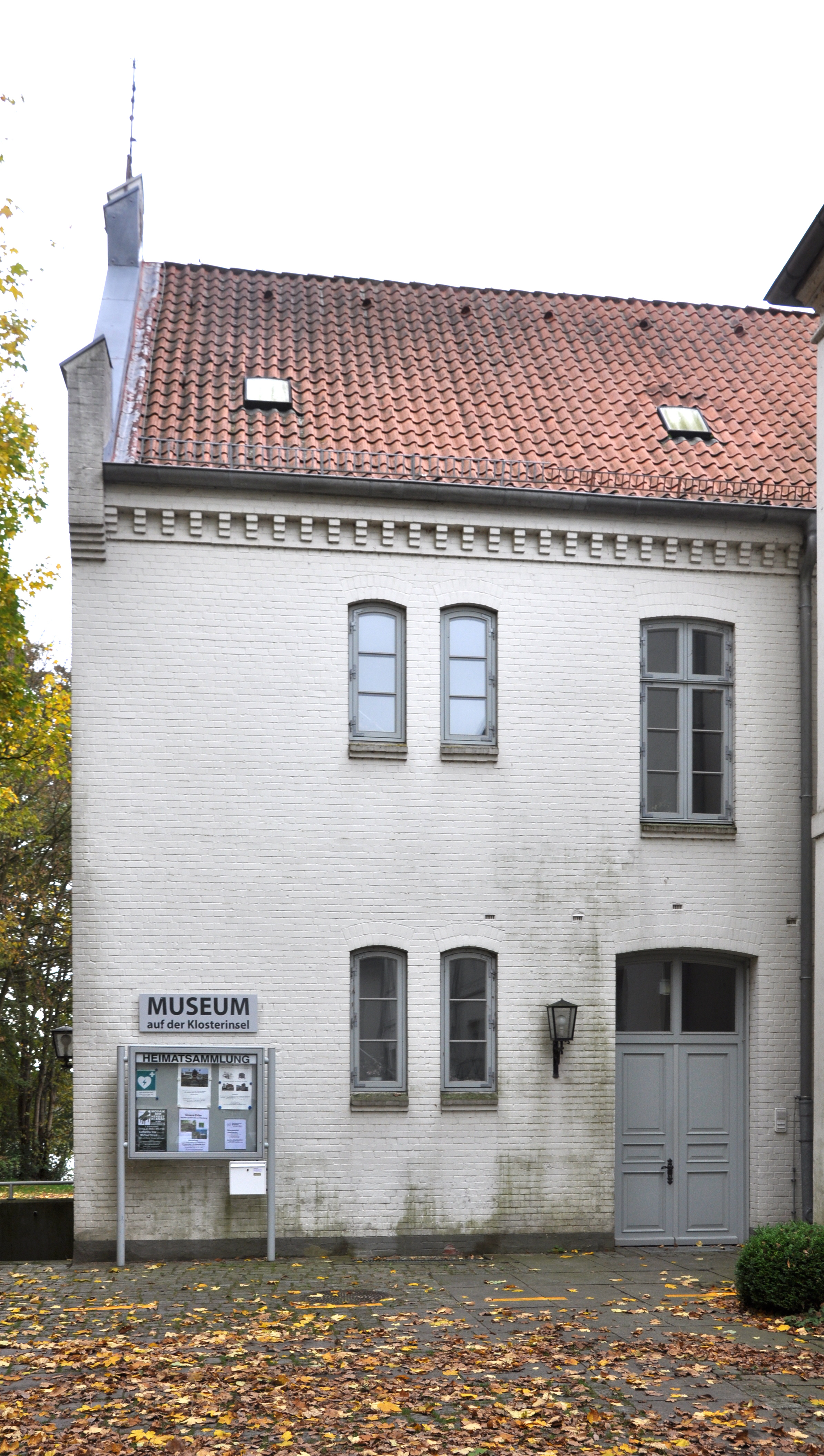
Das Museumsgebäude

Das Museum auf der Klosterinsel ist ein seit 1986 bestehendes Heimatmuseum in Schleswig-Holstein. Es befindet sich am Lindenplatz auf der Klosterinsel Bordesholm.

## Ausstellung
Die Heimatsammlung Bordesholm zeigt schriftliche und bildliche Dokumente aus Vergangenheit und Gegenwart des Bordesholmer Landes und aus dem alten Amt Bordesholm sowie Textilien und Geräte aus Haushalt, Landwirtschaft und Handwerk. Es finden jährlich sechs bis acht Sonderausstellungen mit dem Schwerpunkt Geschichte, Kultur, Volkskunde, Landwirtschaft, Handwerk und Gewerbe im Raum Bordesholm statt.

## Geschichte
Die seit 1982 bestehende Arbeitsgemeinschaft Heimatsammlung organisierte, bevor sie 1986 erste eigene Ausstellungsräume im Gebäude der Alten Post beziehen konnte, mehrere Ausstellungen im Alten Kreishaus.

## Organisatorisches
Das Museum wird durch einen Museumsverein betrieben und ist samstags und sonntags am Nachmittag geöffnet. Der Eintritt ist frei.